# Félelmetes folyó
A Félelmetes folyó egy 2005-ben bemutatott, angol-kanadai thriller Nick Willing rendezésében.

## Szereplők
- Edward Burns – Abel Grey
- Jamie King – Harry McKenna
- Jonathan Male – Nathaniel Gibb
- Jennifer Ehle – Betys Chase
- Rachelle Lefevre – Carlin Leander
- David Gibson Mclean – Ifjú Ábel
- Thomas Gibson – August Pierce
- Sean Mccann – Ernest Grey

## Stáb
- Nick Willing – rendező
- Alice Hoffman – író
- Paul Sarossy – operatőr
- David Kane – forgatókönyvíró
- Simon Boswell – zeneszerző
- Jon Gregory, Ian Seymour
- stb...